# Svetovit
Svetovit, Sventovit, Svetovid, Svantevid, Svevida, Suvid, Zuantevit, Suantovitus, Szuentevit, Zuantevith, Swantewit, Suantovit je zapadnoslavenski bog. Ne postoji niti jedan dokaz da su južni Slaveni, a time i Hrvati, ikada vjerovali u ovog boga.

## U povijesnim izvorima
Spominju ga Helmold u svom djelu Chronica Slavorum, Saxo Grammaticus u svom djelu Gesta Danorum, schwerinski biskup Berno i saga Knýtlinga saga.
Prema Helmoldu bio je bog Rujanaca (Ranaca) i bog svih (zapadnih) Slavena. Helmold u šestom poglavlju svog djela tvrdi da su za vladavine Ludviga II. redovnici iz samostana Corvey počeli nagoviještati kršćanstvo Slavenima. Oni su pokrstili poganske Rujance te im sagradili bogomolju na spomen svetog Vida, zaštitnika njihovog samostana. Rujanci su s vremenom odbacili kršćanstvo. Počeli su štovati svetog Vida kao svog boga te su mu napravili kip. Danski kralj Valdemar I. razorio je hram tog boga, sasjekao i spalio njegov kip te potom pokrstio ondašnje Slavene.